# Непрочитанные письма 1941-го
Непрочитанные письма 1941-го — коллекция писем, написанных в июне-июле 1941 года и вывезенных немецкими войсками из Каменец-Подольского, Украина.
Представитель немецких оккупационных властей доктор Ольшлегер отметил при отправке захваченной почтовой корреспонденции в Австрию в 1942 году: «Эта коллекция даёт картину настроения советского народа в начале войны». Адресатами 1186 писем были жители почти всех республик бывшего СССР. Большей частью письма направлялись во все области Украины, значительную часть России, но были и конверты в Пермь, Башкирию, на Алтай, в Будапешт (Венгрия), Нарву (Эстония), Цулукидзе (Грузия) и так далее. Письма хранились нераспечатанными в фондах музеев города Вены вплоть до возвращения их на Украину.
В начале 2010 года письма были переданы Национальному музею истории Великой Отечественной войны 1941—1945 годов (Киев). Передача произошла при участии Государственной службы контроля за перемещением культурных ценностей через государственную границу Украины. Изображения конвертов с адресами и текстовый перечень адресов находятся на сайте музея, который поставил своей целью обеспечить доставку корреспонденции. Из обращения музея:

Научный коллектив Мемориала приступает к исследованию этой коллекции и просит откликнуться адресатов, адресантов, родных, близких, знакомых, всех, кто может пролить свет на их судьбы. Пусть хоть и через 70 лет, но эти письма должны быть доставлены. Это наш священный долг.

Обращение было опубликовано в ряде СМИ, блогов и форумов. В частности, на форумах «Пограничник» и «Солдат.ru» проводится работа по поиску адресатов корреспонденции.
В ряде случаев письма нашли адресатов и получили соответствующую пометку на странице музея. В настоящее время указано на около 500 найденных адресатов посланий или их родственников. Письма являлись частью экспозиции, посвящённой 65-летию Победы в Великой Отечественной войне.